# Archibald következő nagy dobása
Az Archibald következő nagy dobása vagy Archibald következő nagy kalandja (eredeti cím: Archibald's Next Big Thing) 2019 és 2021 között sugárzott amerikai 2D-s számítógépes animációs vígjátéksorozat, amelyet Tony Hale alkotott.
Amerikában 2019. szeptember 6-án a Netflix, míg Magyarországon 2025. július 2-án az M2 mutatta be.
A harmadik évadtól a Peacock mutatta be Archibald's Next Big Thing Is Here! címmel.

## Ismertető
Archibald Strutter, egy optimista csirke, aki gyakran letér a helyes útról, de mindig hazatalál.

## Szereplők

### Főszereplők
| Szereplő           | Eredeti hang  | Magyar hang     | Leírás                                                                                 |
| ------------------ | ------------- | --------------- | -------------------------------------------------------------------------------------- |
| Archibald Strutter | Tony Hale     | Markovics Tamás | Optimista csirke, aki mindig kalandozik.                                               |
| Sage Strutter      | Adam Pally    | Szrna Krisztián | Archibald bátyja, aki rajong a természetjárásért.                                      |
| Loy Strutter       | Chelsea Kane  | Nagy Edit       | Archibald húga, aki szeret találmányokat készíteni és tudományos kísérleteket végezni. |
| Finly Strutter     | Jordan Fisher | Czető Roland    | Archibald öccse, aki imád énekelni, táncolni és művészkedni.                           |
| Bea                | Kari Wahlgren |                 | Archibald legjobb barátja és hűséges segítőtársa.                                      |
| narrátor           | Rosamund Pike | Kelemen Kata    | narrátor                                                                               |

### Mellékszereplők
| Szereplő | Eredeti hang  | Magyar hang  |
| -------- | ------------- | ------------ |
| Cherryl  | Kari Wahlgren | Vámos Mónika |

### Magyar változat
- Bemondó: Markovics Tamás
- Stáblista: Zahorán Adrienne
- Szerkesztő: Islai-Potyók Andrea
- Magyar szöveg: Szerepi Hella
- Hangmérnők és vágó: Fábián Tibor
- Gyártásvezető: Miklós Kíra
- Szinkronredező: Martin Adél
- Produkciós vezető: Pitka Irén

A szinkront a Masterfilm Digital Kft. készítette.

## Évados áttekintés
| Évad | Évad | Epizódok | Eredeti sugárzás    | Eredeti sugárzás    | Eredeti adó      | Magyar sugárzás  | Magyar sugárzás  | Magyar adó |
| Évad | Évad | Epizódok | Évadpremier         | Évadfinálé          | Eredeti adó      | Évadpremier      | Évadfinálé       | Magyar adó |
| ---- | ---- | -------- | ------------------- | ------------------- | ---------------- | ---------------- | ---------------- | ---------- |
|      | 1    | 13       | 2019. szeptember 6. | 2019. szeptember 6. |                  | 2025. július 2.  | 2025. július 14. |            |
|      | 2    | 13       | 2020. március 20.   | 2020. március 20.   | 2025. július 15. | 2025. július 27. |                  |            |
|      | 3    | 6        | 2021. február 18.   | 2021. február 18.   |                  |                  |                  |            |
|      | 4    | 6        | 2021. április 22.   | 2021. április 22.   |                  |                  |                  |            |
|      | 5    | 6        | 2021. július 15.    | 2021. július 15.    |                  |                  |                  |            |
|      | 6    | 6        | 2021. október 14.   | 2021. október 14.   |                  |                  |                  |            |

## Epizódok

### 1. évad (2019)
| #   | #   | Eredeti cím                   | Magyar cím                  | Rendező                      | Író                           | Eredeti premier     | Magyar premier   |
| --- | --- | ----------------------------- | --------------------------- | ---------------------------- | ----------------------------- | ------------------- | ---------------- |
| 1.  | 1.  | Chicken at Sea                | Csirke a tengeren           | Eric Fogel                   | Drew Champion és Jacob Moffat | 2019. szeptember 6. | 2025. július 2.  |
| 1.  | 1.  | The Keymaster                 | A Kulcsmester               | Brian Hatfield               | Eric Fogel                    | 2019. szeptember 6. | 2025. július 2.  |
| 2.  | 2.  | Best in Showbot               | A robotverseny              | Andrew Collins               | Drew Champion és Jacob Moffat | 2019. szeptember 6. | 2025. július 3.  |
| 2.  | 2.  | The Secret of Madame Baroness | A bárónő titka              | Steve Trenbirth              | Julia Prescott                | 2019. szeptember 6. | 2025. július 3.  |
| 3.  | 3.  | The Oath of the Compass       | 'Az iránytű eskü            | Brian Hatfield               | Drew Champion és Jacob Moffat | 2019. szeptember 6. | 2025. július 4.  |
| 3.  | 3.  | Garbage Fruit                 | Gyatra gyümölcs             | Andrew Collins               | Kevin Kramer                  | 2019. szeptember 6. | 2025. július 4.  |
| 4.  | 4.  | Glide & Gobble                | Repcsi és Kajcsi            | Steve Trenbirth              | Drew Champion és Jacob Moffat | 2019. szeptember 6. | 2025. július 5.  |
| 4.  | 4.  | Wheelie, No Hands             | Egykerék, kéz nélkül!       | Brian Hatfield               | Eric Fogel                    | 2019. szeptember 6. | 2025. július 5.  |
| 5.  | 5.  | The Missing Piece             | A hiányzó darabka           | Steve Trenbirth              | Drew Champion és Jacob Moffat | 2019. szeptember 6. | 2025. július 7.  |
| 5.  | 5.  | The Scotchman                 | Skót                        | Andrew Collins               | Julia Prescott                | 2019. szeptember 6. | 2025. július 7.  |
| 6.  | 6.  | Mountain Mayhem               | Hegyi zűrzavar              | Brian Hatfield               | Kevin Kramer                  | 2019. szeptember 6. | 2025. július 7.  |
| 6.  | 6.  | The Gator Spinner Max         | Krokó erő-forgó             | Andrew Collins               | Jeff Trammel                  | 2019. szeptember 6. | 2025. július 7.  |
| 7.  | 7.  | Dino-Can-Do                   | Dinó megoldja               | Adam Gunn és Steve Trenbirth | Eric Fogel                    | 2019. szeptember 6. | 2025. július 8.  |
| 7.  | 7.  | The Big Bad Bug               | Csúnya, nagy bogár          | Brian Hatfield               | Julia Prescott                | 2019. szeptember 6. | 2025. július 8.  |
| 8.  | 8.  | Stuck in Skates               | A kori rabja                | Andrew Collins               | Drew Champion és Jacob Moffat | 2019. szeptember 6. | 2025. július 9.  |
| 8.  | 8.  | Lawn Circles                  | Jelek a fűben               | Andrew Collins               | Drew Champion és Jacob Moffat | 2019. szeptember 6. | 2025. július 9.  |
| 9.  | 9.  | Lights, Camera, Crackridge!   | Fény, kamera, Tojásföld!    | Brian Hatfield               | Eric Fogel                    | 2019. szeptember 6. | 2025. július 10. |
| 9.  | 9.  | Karaoke Dokey                 | Karaoké-zsóké               | Adam Gunn                    | Julia Prescott                | 2019. szeptember 6. | 2025. július 10. |
| 10. | 10. | The Enchanted Mansion         | Az elvarázsolt kastély      | Andrew Collins               | Drew Champion és Jacob Moffat | 2019. szeptember 6. | 2025. július 11. |
| 10. | 10. | The Shell Game                | Itt a kagyló, hol a kagyló? | Brian Hatfield               | Jen Bardekoff                 | 2019. szeptember 6. | 2025. július 11. |
| 11. | 11. | Strutter Sitting              | Tolllas szitter             | Adam Gunn                    | Julia Prescott                | 2019. szeptember 6. | 2025. július 12. |
| 11. | 11. | Corny-O Chaos                 | Kukorica káosz              | Brian Hatfield               | Jen Bardekoff                 | 2019. szeptember 6. | 2025. július 12. |
| 12. | 12. | The Chicken Has Landed        | A csirke leszállt           | Andrew Collins               | Eric Fogel                    | 2019. szeptember 6. | 2025. július 13. |
| 12. | 12. | The Night of the Nibbler      | Az epres süti éjszakája     | Adam Gunn                    | Bryan Belknap                 | 2019. szeptember 6. | 2025. július 13. |
| 13. | 13. | The Primrose Classic          | A papírrepülő verseny       | Andrew Collins               | Drew Champion és Jacob Moffat | 2019. szeptember 6. | 2025. július 14. |
| 13. | 13. | The Blimpateers               | A léghajósok                | Brian Hatfield               | Benjamin Lapides              | 2019. szeptember 6. | 2025. július 14. |

### 2. évad (2020)
| #   | #   | Eredeti cím               | Magyar cím             | Rendező                     | Író                                                        | Eredeti premier   | Magyar premier   |
| --- | --- | ------------------------- | ---------------------- | --------------------------- | ---------------------------------------------------------- | ----------------- | ---------------- |
| 14. | 1.  | The Mall Walkers          | Plázaőrök              | Adam Gunn                   | Kevin Kramer                                               | 2020. március 20. | 2025. július 15. |
| 14. | 1.  | Treasured Tattoo          | Kincses tetkó          | Adam Gunn                   | Nicole Belisle                                             | 2020. március 20. | 2025. július 15. |
| 15. | 2.  | The Compost Elf           | A komposztmanó         | Andrew Collins              | Drew Champion és Jacob Moffat                              | 2020. március 20. | 2025. július 16. |
| 15. | 2.  | Meet Ya at the Stump      | Tali a rönknél!        | Brian Hatfield              | Katie Mattila, Drew Champion, Jacob Moffat és Kevin Kramer | 2020. március 20. | 2025. július 16. |
| 16. | 3.  | A Taste of Crackridge     | Tojásföldi falatok     | Adam Gunn                   | Charlie Shoup                                              | 2020. március 20. | 2025. július 17. |
| 16. | 3.  | The Bird and the Bee      | A madár és a méh       | Brian Hatfield              | Eric Fogel                                                 | 2020. március 20. | 2025. július 17. |
| 17. | 4.  | Lake Ball Pit             | Golyós-tó              | Andrew Collins              | Drew Champion és Jacob Moffat                              | 2020. március 20. | 2025. július 18. |
| 17. | 4.  | The Poppy Corn Festival   | A Poppy Corn fesztivál | Adam Gunn                   | Nicole Belisle                                             | 2020. március 20. | 2025. július 18. |
| 18. | 5.  | The Paperbirds            | Az újságosok           | Brian Hatfield              | Drew Champion és Jacob Moffat                              | 2020. március 20. | 2025. július 19. |
| 18. | 5.  | Rock and Egg Roll         | Hej, mi a kő?          | Andrew Collins              | Benjamin Lapides                                           | 2020. március 20. | 2025. július 19. |
| 19. | 6.  | The Chair Museum          | A székmúzeum           | Adam Gunn                   | Charlie Shoup                                              | 2020. március 20. | 2025. július 20. |
| 19. | 6.  | The Legend of Crackerfoot | Tojásláb meséje        | Brian Hatfield              | Benjamin Lapides                                           | 2020. március 20. | 2025. július 20. |
| 20. | 7.  | Baritone Tea              | A baritontea           | Andrew Collins és Adam Gunn | Drew Champion és Jacob Moffat                              | 2020. március 20. | 2025. július 21. |
| 21. | 8.  | Déjà Flu                  | Rémkorság              | Brian Hatfield              | Jennifer Bardekoff                                         | 2020. március 20. | 2025. július 22. |
| 21. | 8.  | Crackridge Live!          | Tojásföld élőben!      | Andrew Collins              | Drew Champion és Jacob Moffat                              | 2020. március 20. | 2025. július 22. |
| 22. | 9.  | House of the Future       | A jövő háza            | Adam Gunn                   | Eric Fogel                                                 | 2020. március 20. | 2025. július 23. |
| 22. | 9.  | Dr. Buttersocks           | Dr. Vajas Zokni        | Brian Hatfield              | Benjamin Lapides                                           | 2020. március 20. | 2025. július 23. |
| 23. | 10. | The Royal Strutters       | Tojás király           | Andrew Collins              | Drew Champion és Jacob Moffat                              | 2020. március 20. | 2025. július 24. |
| 23. | 10. | Impromptu Cruise          | Meglepetés hajókázás   | Adam Gunn                   | Jennifer Bardekoff                                         | 2020. március 20. | 2025. július 24. |
| 24. | 11. | The Four Flamingos        | A négy flamingó        | Brian Hatfield              | Drew Champion és Jacob Moffat                              | 2020. március 20. | 2025. július 25. |
| 24. | 11. | The Roaring Rooster       | Az üvöltő kakas        | Andrew Collins              | Benjamin Lapides                                           | 2020. március 20. | 2025. július 25. |
| 25. | 12. | Dang, I'm Rich!           | Hú, de gazdag vagyok!  | Adam Gunn                   | Kevin Kramer                                               | 2020. március 20. | 2025. július 26. |
| 25. | 12. | Power Play                | Játék indul            | Brian Hatfield              | Jennifer Bardekoff                                         | 2020. március 20. | 2025. július 26. |
| 26. | 13. | Big Fun Town              | Csiniváros             | Adam Gunn                   | Jennifer Bardekoff és Benjamin Lapides                     | 2020. március 20. | 2025. július 27. |
| 26. | 13. | New Crackridge            | Új Tojásföld           | Andrew Collins              | Drew Champion és Jacob Moffat                              | 2020. március 20. | 2025. július 27. |

### 3. évad (2021)
| #   | #  | Eredeti cím               | Magyar cím | Rendező         | Író                                       | Eredeti premier   | Magyar premier |
| --- | -- | ------------------------- | ---------- | --------------- | ----------------------------------------- | ----------------- | -------------- |
| 27. | 1. | A Tiny Problem            |            | Adam Smith      | Charlie Shoup                             | 2021. február 18. |                |
| 27. | 1. | Changing Lanes            |            | Steve Trenbirth | Drew Champion és Jacob Moffat             | 2021. február 18. |                |
| 28. | 2. | Switched!                 |            | Derek Moore     | Eric Fogel                                | 2021. február 18. |                |
| 28. | 2. | Free-Range Chickens       |            | Adam Smith      | Kevin Kramer                              | 2021. február 18. |                |
| 29. | 3. | The Fluffberg Method      |            | Derek Moore     | Charlie Shoup                             | 2021. február 18. |                |
| 29. | 3. | Singing Tele-Grammers     |            | Steve Trenbirth | Drew Champion és Jacob Moffat             | 2021. február 18. |                |
| 30. | 4. | Farewell General Sherwood |            | Adam Smith      | Drew Champion és Jacob Moffat             | 2021. február 18. |                |
| 30. | 4. | Zoom Boomer               |            | Steve Trenbirth | Noëlle Lara                               | 2021. február 18. |                |
| 31. | 5. | Egg's Day Out             |            | Adam Smith      | Noëlle Lara                               | 2021. február 18. |                |
| 31. | 5. | The Way of the Snake      |            | Steve Trenbirth | Charlie Shoup                             | 2021. február 18. |                |
| 32. | 6. | Castles and Caves         |            | Derek Moore     | Eric Fogel, Drew Champion és Jacob Moffat | 2021. február 18. |                |

### 4. évad (2021)
| #   | #  | Eredeti cím                 | Magyar cím | Rendező         | Író                           | Eredeti premier   | Magyar premier |
| --- | -- | --------------------------- | ---------- | --------------- | ----------------------------- | ----------------- | -------------- |
| 33. | 1. | Unpoppable                  |            | Adam Smith      | Haley Mancini                 | 2021. április 22. |                |
| 33. | 1. | Slumber Party Hard          |            | Derek Moore     | Noëlle Lara                   | 2021. április 22. |                |
| 34. | 2. | Maximum Overdue             |            | Steve Trenbirth | Drew Champion és Jacob Moffat | 2021. április 22. |                |
| 34. | 2. | Gator's Giving              |            | Steve Trenbirth | Charlie Shoup                 | 2021. április 22. |                |
| 35. | 3. | Crazy Maze                  |            | Adam Smith      | Charlie Shoup                 | 2021. április 22. |                |
| 35. | 3. | Super Sneaks                |            | Derek Moore     | Noëlle Lara                   | 2021. április 22. |                |
| 36. | 4. | Robo Family                 |            | Adam Smith      | Charlie Shoup                 | 2021. április 22. |                |
| 36. | 4. | The Phantom of Pointy Peak! |            | Derek Moore     | Benjamin Siemon               | 2021. április 22. |                |
| 37. | 5. | The Tooth Pirate            |            | Steve Trenbirth | Noëlle Lara                   | 2021. április 22. |                |
| 37. | 5. | Zups                        |            | Steve Trenbirth | Drew Champion és Jacob Moffat | 2021. április 22. |                |
| 38. | 6. | A Star Is Hatched           |            | Adam Smith      | Eric Fogel                    | 2021. április 22. |                |
| 38. | 6. | Say Cheese                  |            | Derek Moore     | Drew Champion és Jacob Moffat | 2021. április 22. |                |

### 5. évad (2021)
| #   | #  | Eredeti cím                            | Magyar cím | Rendező         | Író                           | Eredeti premier  | Magyar premier |
| --- | -- | -------------------------------------- | ---------- | --------------- | ----------------------------- | ---------------- | -------------- |
| 39. | 1. | Win a Day with Nitro Ned               |            | Steve Trenbirth | Charlie Shoup                 | 2021. július 15. |                |
| 39. | 1. | Lil' Chickies                          |            | Adam Smith      | Noëlle Lara                   | 2021. július 15. |                |
| 40. | 2. | Something Old, Something New           |            | Derek Moore     | Drew Champion és Jacob Moffat | 2021. július 15. |                |
| 40. | 2. | The Ghoster                            |            | Steve Trenbirth | Charlie Shoup                 | 2021. július 15. |                |
| 41. | 3. | The Saddle-Ridge Cup                   |            | Adam Smith      | Noëlle Lara                   | 2021. július 15. |                |
| 41. | 3. | Mayor Brock                            |            | Derek Moore     | Ellie Guzman                  | 2021. július 15. |                |
| 42. | 4. | Skunked!                               |            | Steve Trenbirth | Benjamin Siemon               | 2021. július 15. |                |
| 42. | 4. | Neighborhood Bird Watch                |            | Adam Smith      | Nicole Belisle                | 2021. július 15. |                |
| 43. | 5. | Tumbleweed Wrangler                    |            | Derek Moore     | Noëlle Lara                   | 2021. július 15. |                |
| 43. | 5. | The Extreme Bean Machine               |            | Steve Trenbirth | Eric Fogel                    | 2021. július 15. |                |
| 44. | 6. | The Undeliverables                     |            | Adam Smith      | Charlie Shoup                 | 2021. július 15. |                |
| 44. | 6. | Johnny Hawkstorm: Two Birds, One Stone |            | Derek Moore     | Drew Champion és Jacob Moffat | 2021. július 15. |                |

### 6. évad (2021)
| #   | #  | Eredeti cím            | Magyar cím | Rendező                        | Író                                       | Eredeti premier   | Magyar premier |
| --- | -- | ---------------------- | ---------- | ------------------------------ | ----------------------------------------- | ----------------- | -------------- |
| 45. | 1. | See You Next Plursday  |            | Adam Smith                     | Drew Champion és Jacob Moffat             | 2021. október 14. |                |
| 45. | 1. | The Doppelganger       |            | Steve Trenbirth                | Noëlle Lara                               | 2021. október 14. |                |
| 46. | 2. | 8-Bit of Trouble       |            | Steve Trenbirth                | Eric Fogel                                | 2021. október 14. |                |
| 46. | 2. | Found Feathers         |            | Derek Moore                    | Charlie Shoup                             | 2021. október 14. |                |
| 47. | 3. | Primetime Wendi Powers |            | Ben McLaughlin                 | Noëlle Lara                               | 2021. október 14. |                |
| 47. | 3. | A Giant Problem        |            | Derek Moore                    | Ellie Guzman                              | 2021. október 14. |                |
| 48. | 4. | Earl Trappercorn       |            | Adam Smith                     | Drew Champion és Jacob Moffat             | 2021. október 14. |                |
| 48. | 4. | Queen Bea              |            | Steve Trenbirth                | Charlie Shoup                             | 2021. október 14. |                |
| 49. | 5. | King of Camp           |            | Derek Moore                    | Noëlle Lara                               | 2021. október 14. |                |
| 49. | 5. | Dancing Zombies        |            | Adam Smith                     | Charlie Shoup                             | 2021. október 14. |                |
| 50. | 6. | The Time Disrupter     |            | Steve Trenbirth és Derek Moore | Eric Fogel, Drew Champion és Jacob Moffat | 2021. október 14. |                |